# Левянлухта

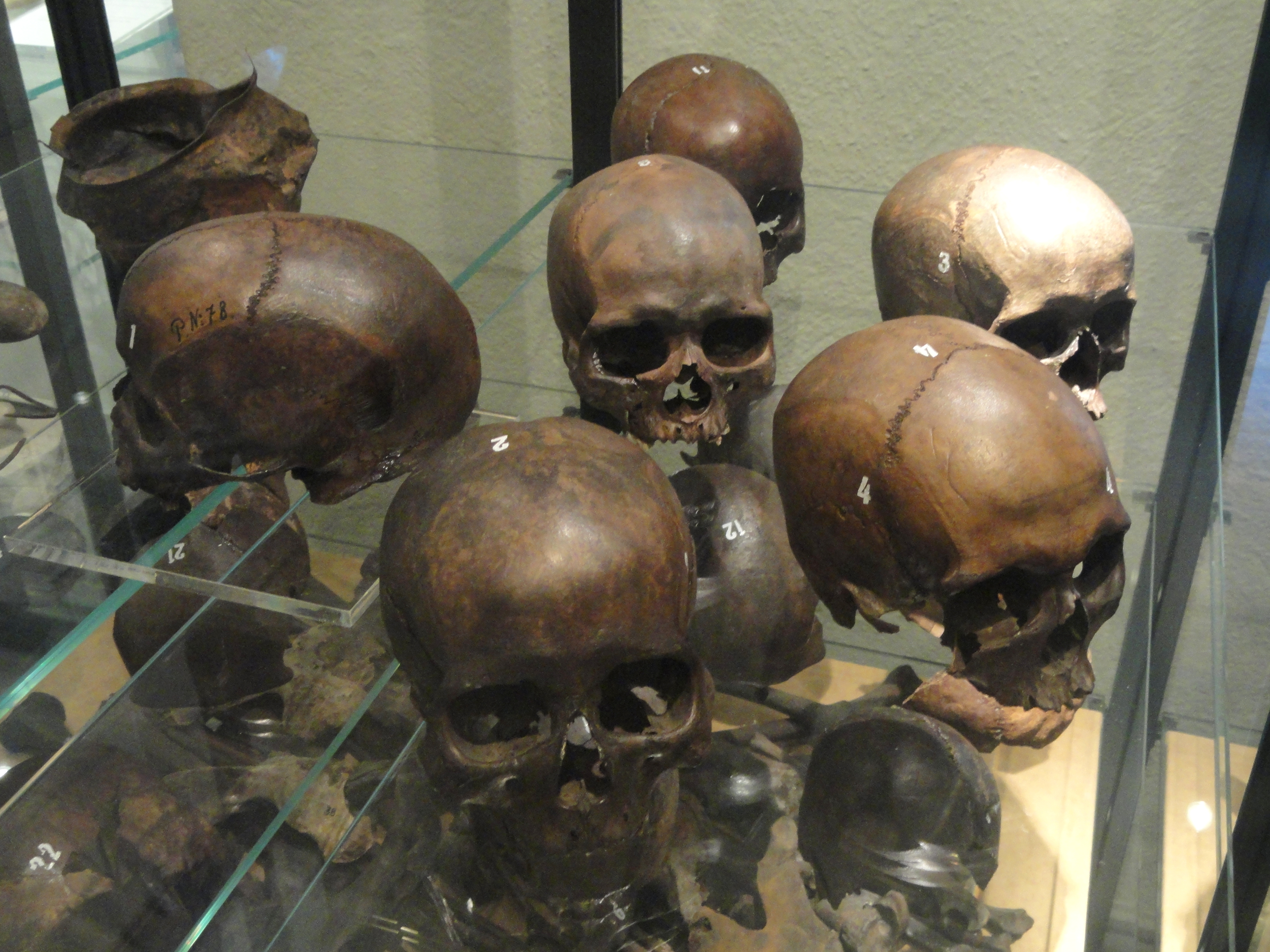
Черепа из Левянлухты (Национальный музей Финляндии)

Левянлухта (фин. Levänluhta, Leväluhta «заливной луг водорослей») — археологический памятник (могильник) железного века в деревне Орисмала общины Исокюрё, Финляндия. Использовался с V по VIII век, в нём были найдены останки около 100 человек. Усопших хоронили путём погружения в воду. Это одно из старейших известных мест захоронения в Финляндии с сохранившимися человеческими костями, поскольку заболоченная среда способствовала исключительно хорошей сохранности останков.
Первое письменное упоминание о Левянлухте датируется 1674 годом, когда Израиль Альфтанус, викарий прихода Исокюрё, написал в Стокгольмский институт изучения древностей о месте, где «на протяжении веков» находили человеческие кости.
Была исследована древняя ДНК останков 13 человек из Левянлухты. Выявлено наличие генетического компонента сибирского происхождения, характерного для всех финно-угорских народов. Индивиды из Левянлухты обладают бо́льшим генетическим сходством с саамами, чем с финнами.